# Jakob von Hartmann
Jakob von Hartmann (Maikammer, 4 febbraio 1795 – Würzburg, 23 febbraio 1873) è stato un generale tedesco.

## Biografia
Era il figlio di Georg Hartmann, e di sua moglie, Barbara Geither. Suo zio materno era il generale francese Michael Geither.

## Carriera
Entrò nell'esercito francese nell'ottobre 1804 come fante nel 15º reggimento di fanteria leggera. Due anni dopo fu trasferito al reggimento di fanteria del Granducato di Berg. Nel luglio 1811 è stato nominato sottotenente nel reggimento. A dicembre era stato promosso a tenente. Servì nelle campagne del 1814 e nel 1815 nel 27º reggimento di fanteria. Nel febbraio 1816 chiese e lasciò l'esercito francese.
Nel luglio 1816 entrò nel 10º reggimento bavarese con il grado di tenente. Nel 1822 gli venne dato il comando di una compagnia di pionieri. Nel 1827 gli fu data una posizione nel Ministero della Guerra bavarese. Nel 1829 venne promosso a capitano. Nell'ottobre 1842 Hartmann fu nominato aiutante di campo del principe ereditario di Baviera. Nel dicembre 1843 gli venne concesso un titolo nobiliare, che abilitò l'uso di "von" nel suo nome. Nel 1844 fu promosso a tenente colonnello.
All'ascesa al trono di Massimiliano II, nel 1848, fu nominato aiutante di campo personale del re e promosso a colonnello. Nel giugno 1849 fu promosso a maggiore generale e gli venne dato il comando della brigata nella 2ª divisione Reale bavarese.
Fu promosso a tenente generale nel 1861 e il comando della guarnigione di Würzburg. Durante la guerra austro-prussiana comandò la 4ª divisione reale bavarese contro i prussiani a Rossdorf e Hettstadt. Dopo la sconfitta dell'Austria e dei suoi alleati, egli mantenne il suo comando. Nel gennaio 1869 fu promosso generale.
Allo scoppio della Guerra franco-prussiana, la Baviera combatté a fianco dei prussiani. Dopo la fine della guerra, mantenne il comando del suo corpo fino alla sua morte.